# 布萊恩 (明尼蘇達州)
布萊恩（英語：Blaine）是美國明尼蘇達州安諾卡縣的一座城市，與昆拉皮茲、哈姆萊克、萊諾雷克斯、圓松市、春湖公園等城市比鄰，位於明尼阿波利斯-聖保羅都會區的郊區。依據2020年美國人口普查人口有70,222人。

## 外部連結
- 官方网站